# Siła (Filmstudio)
Siła war ein Filmstudio in Warschau von 1911 bis 1912. Es war eines der ersten Filmstudios in Polen und produzierte die ersten jiddischen Filme.

## Geschichte
Am 31. Januar 1907 gründete der ostjüdische Kaufmann Mordechaj Towbin (1872–um 1920) aus Saslawl, genannt Mordke, in Warschau das Kino Iluzjon/Illusion  in der Marszałkowska ul. 118. (Die Stadt war damals die Hauptstadt von Russisch-Polen.)
1911 gründete er dazu zusammen mit Samuel Ginzburg und Paweł Goldman das Filmstudio Siła in der ul. Rymarskiej 16.
In diesem wurden in den nächsten zwei Jahren einige jiddische Spielfilme sowie ein polnischer Spielfilm und einige Dokumentarfilme gedreht. Das Kino wurde von der rechten polnischen Presse wegen der ostjüdischen Ausrichtung öfter diskreditiert und zu dessen Boykott aufgerufen.
1909 gründete Aleksander Hertz direkt neben diesem Kino das Filmstudio Sfinks in der Marszałkowska 116, das ebenfalls jiddische Filme produzierte. 1913 gründete der bisherige Miteigentümer Samuel Ginzburg ein neues Studio Kosmofilm, das mit einigen der bisherigen Akteure weiter jiddische Filme drehte. Das Studio Siła wurde  aufgelöst.

## Filme
Vom Studio Siła sind acht jiddische und ein polnischer Film von 1911 und 1912 bekannt.
(Aber wahrscheinlich nicht der polnische nationalistische Film Pruska kultura.)
1911
- Okrutny ojciec (Der wilder foter),  Regie Andrzej Marek
- Macocha (Di sztifmuter)
- Chasydka i odstępca, Regie Andrzej Marek
- Zabójca z nędzy (Idiota), Regie Abraham Kamiński

1912
- Bóg, człowiek i szatan (Got, mensz un tajfl), Regie  Abraham Kamiński
- Mirele Efros, Regie Andrzej Marek
- Sierota chasia (Chasie di jesojme), Regie Andrzej Marek
- Wydziedziczeni (Di fersztojsene), Regie Abraham Kamiński
- Wojewoda, Film über den polnischen Adel im 18. Jahrhundert